# Cheilotrichia (Empeda) nemorensis
Cheilotrichia (Empeda) nemorensis is een tweevleugelige uit de familie steltmuggen (Limoniidae). De soort komt voor in het Palearctisch gebied.